# کشتن (فیلم ۱۹۵۶)
کشتن (به انگلیسی: The Killing) فیلمی به کارگردانی استنلی کوبریک در سبک فیلم نوآر محصول سال ۱۹۵۶ است. کشتن دربارهٔ یک گروه تبهکار بود که بخش نگهداری از پول‌های شرط‌بندی‌شده یک پیست اسب‌دوانی را مورد سرقت قرار می‌دهند. این فیلم اگر چه چندان سودآور نبود اما ستایش منتقدان را در برداشت. استقبال خوب منتقدان از این فیلم، کمپانی هریس -کوبریک را مورد توجه کمپانی مترو گلدوین مایر قرار داد. این استودیو به آن‌ها مجموعه‌ای از داستان‌هایی با حق اقتباس ارائه داد تا بتوانند در این میان پروژه بعدی خود را برگزینند. سرانجام آن‌ها رازهای آشکار (سوخته) (به انگلیسی: The Burning Secret) نوشته نویسنده اتریشی، استفان زویگ، را گزینش کردند. اما این پروژه، سرانجام عملی نشد.
کوئنتین تارانتینو گفته که کشتن تأثیر قابل توجهی بر فیلم سگ‌های انباری (۱۹۹۲) او داشته‌است.